# Польськофільварецьке кладовище
Польськофільваре́цьке кладови́ще — цвинтар у Кам'янці-Подільському.

## Відомості про кладовище
Розташоване на Польських фільварках на захід від Нігинського шосе. На ньому стоїть костел Пресвятого Серця Господа Ісуса, збудований у 19 столітті.
На видному місці цвинтаря було поховано лікаря й історика Юзефа Антонія Ролле (помер 21 січня 1894 року). Згодом могилу вкрили великою глибою граніту. У 1930-х року пам'ятник зруйнували, його рештки використали для господарських робіт.
Із найвідоміших кам'янчан на кладовищі також були поховані фотограф і колекціонер Михайло Грейм, його син — художник Ян Грейм.
Олександр Сементовський у нарисі «Кам'янець-Подільський» (1862) звернув увагу на окремо розташовану могилу 19-річної Гелени Гацької — жертви кохання й романтизму, яка 12 вересня 1852 року добровільно позбавила себе життя, кинувшись з мінарету на бруківку кафедрального майдану.